# Linum leonii
Linum leonii là một loài thực vật có hoa trong họ Linaceae. Loài này được F.W.Schultz mô tả khoa học đầu tiên năm 1838.

## Hình ảnh

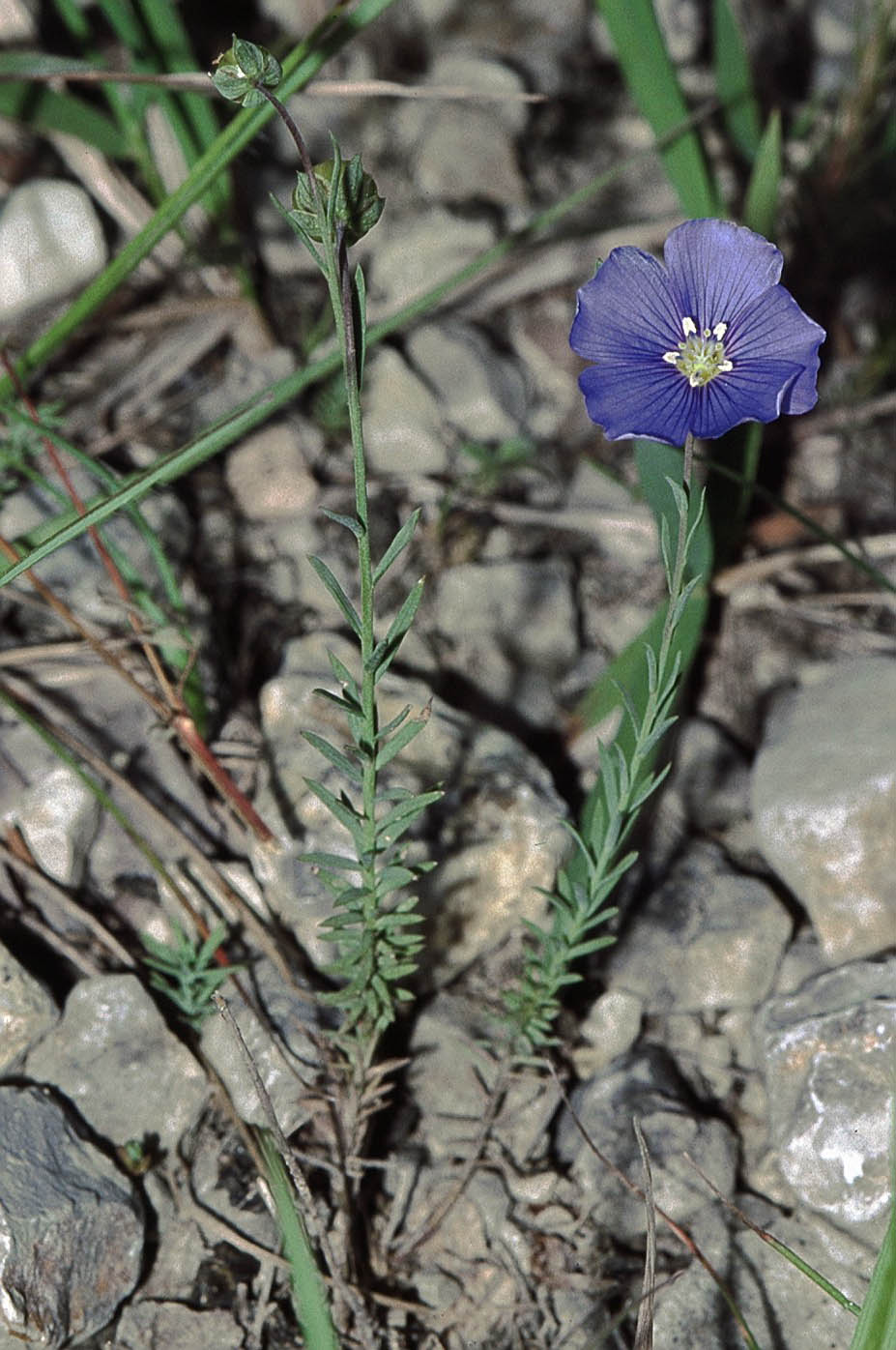
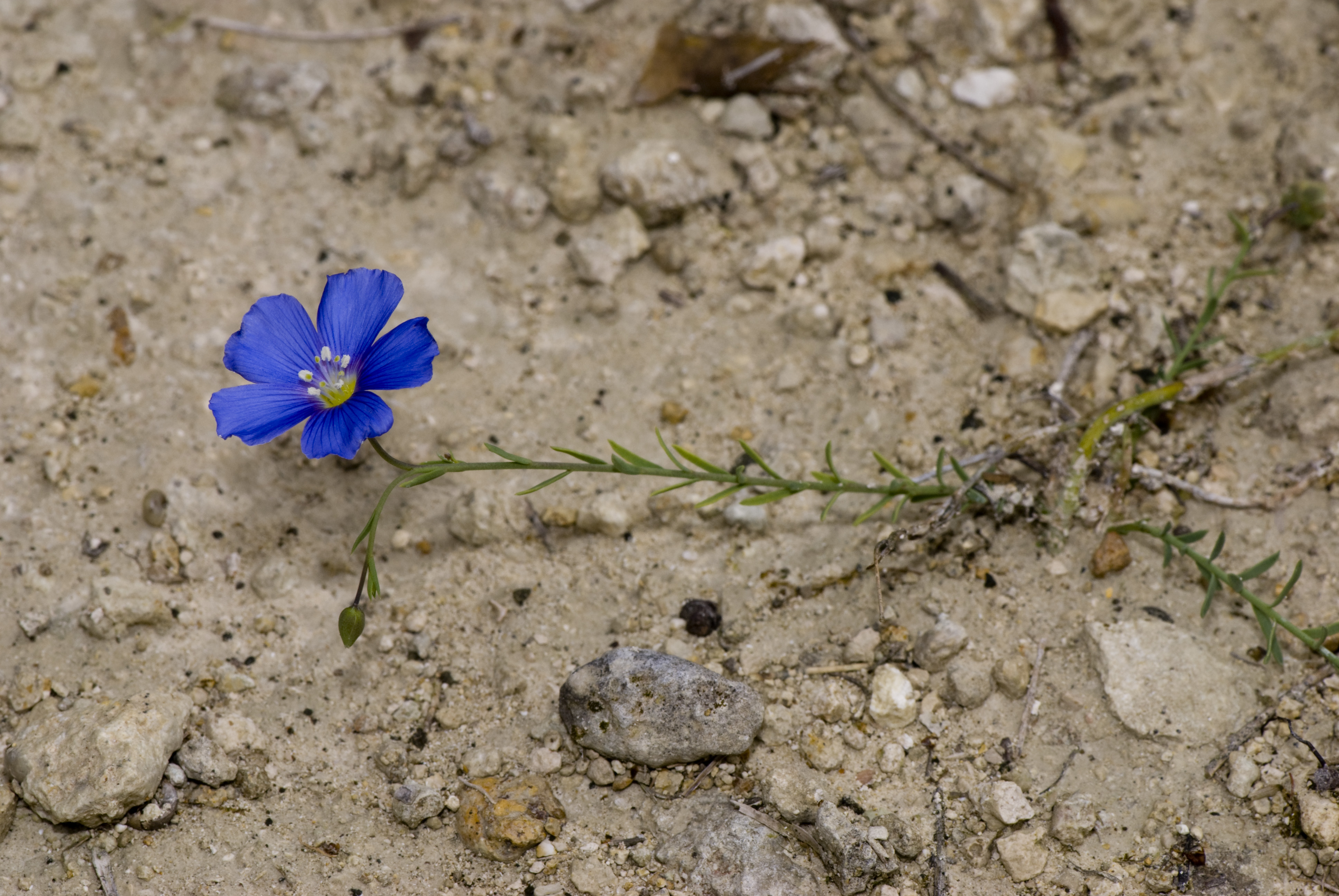
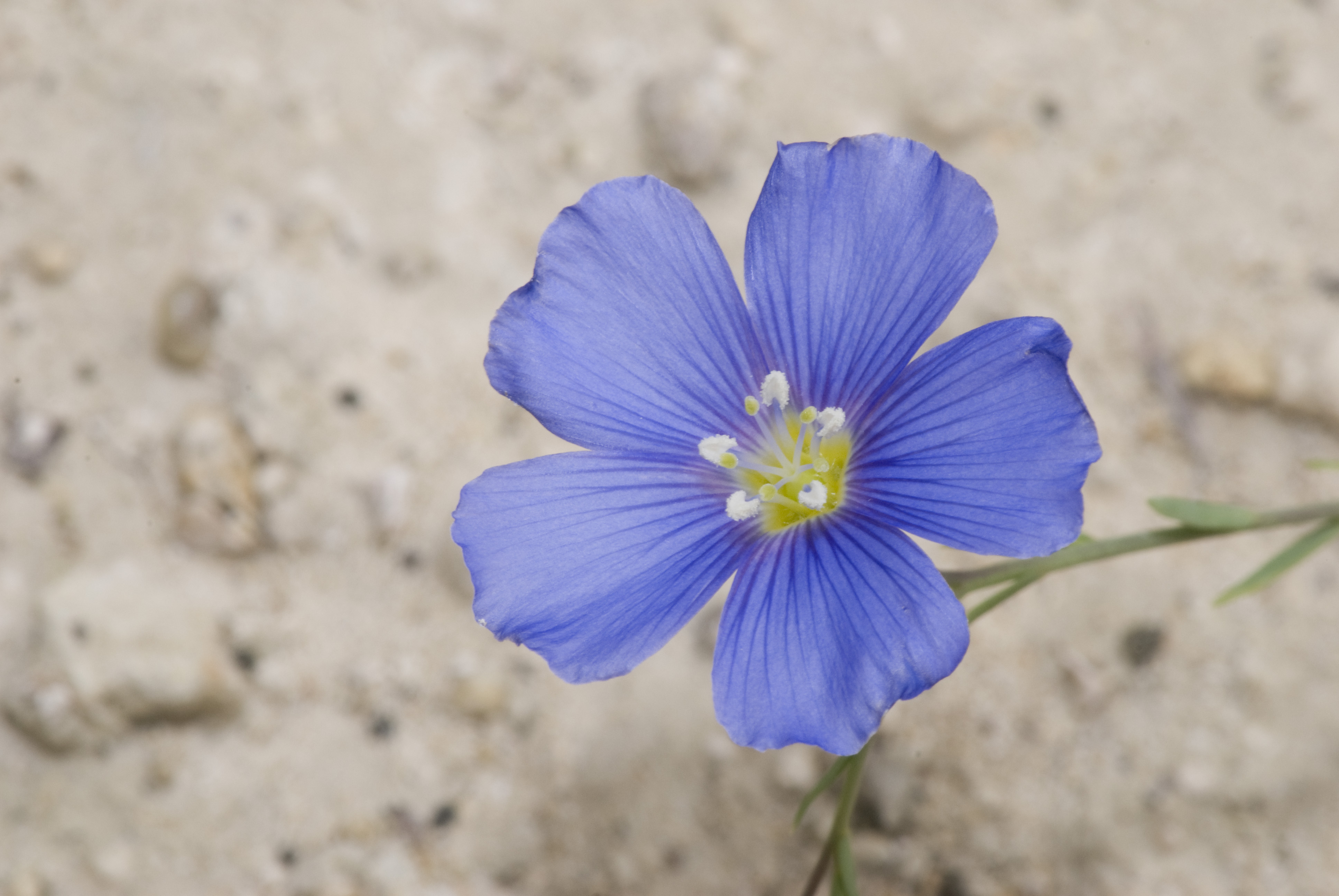
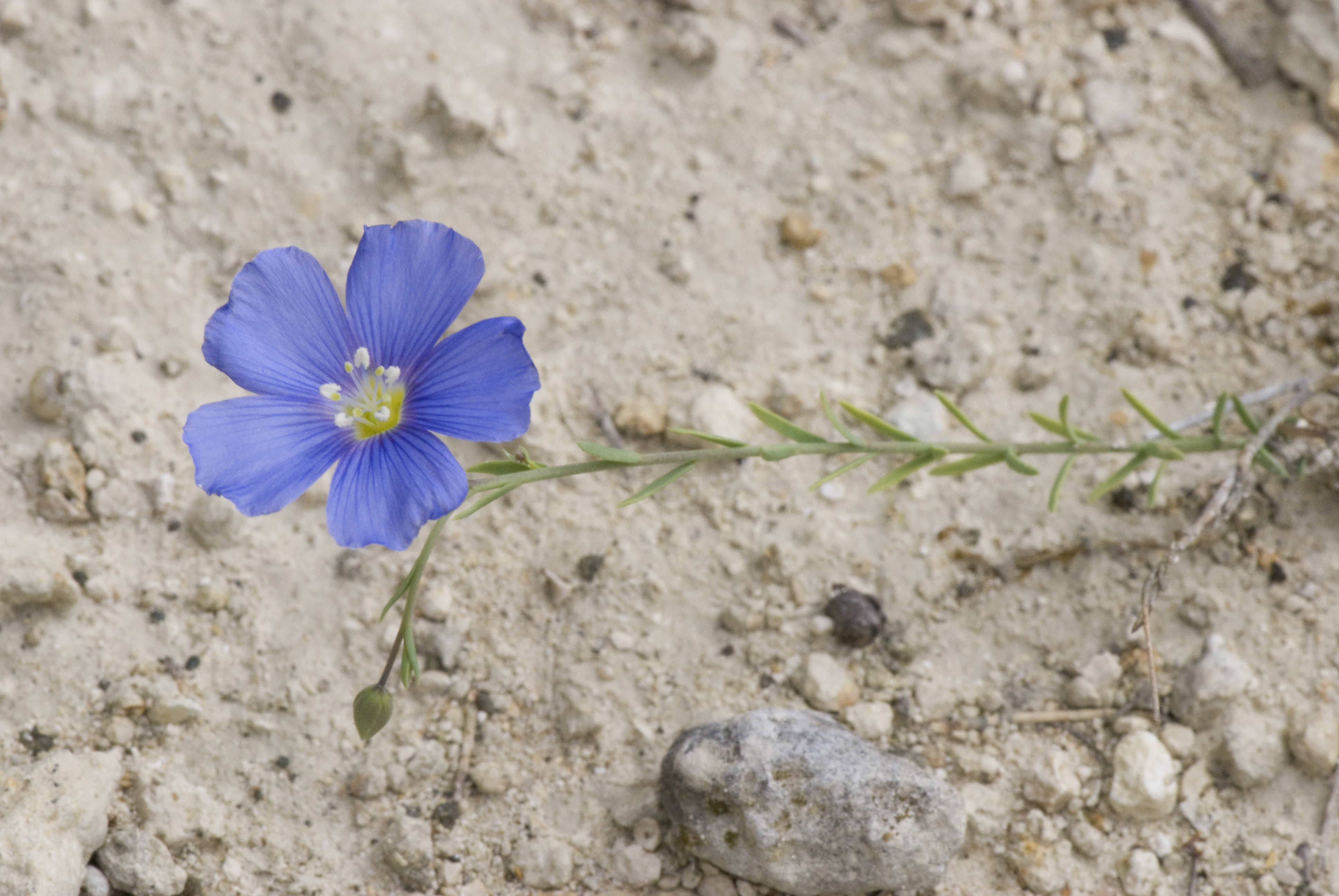